# Socjalistyczne Stowarzyszenie „Lud Polski”
Stowarzyszenie Socjalistyczne „Lud Polski” (SSLP) – organizacja polskich socjalistów działająca w latach 1881–1882 w Genewie; przewodniczącym organizacji był Bolesław Limanowski.
Organizacja została utworzona w sierpniu 1881 w Genewie przez część działaczy związanych od 1880 ze Stowarzyszeniem Socjalistów Polskich „Równość", skupionych wokół pisma „Równość”, wydawanego w Genewie pod redakcją Kazimierza Dłuskiego. Nawiązywała w swej nazwie do działającego w latach 1872–1877 Związku Ludu Polskiego oraz uważała się za ideowych spadkobierców Gromad Ludu Polskiego. Tworzyli ją Bolesław Limanowski (przewodniczący), Zygmunt Balicki, Erazm Kobylański, Kazimierz Sosnowski, Józef Uziembło, Aleksander Zawadzki i inni. 
W odróżnieniu od grupy Ludwika Waryńskiego nie miała charakteru marksistowskiego. Uważała socjalizm za ruch będący spuścizną powstania styczniowego (1863–1864). Odwoływała się nie tylko do proletariatu przemysłowego, ale do całego ludu. Hasłem naczelnym organizacji było „Wszystko dla Ludu, przez Lud, w imię dążeń Ludu!”. Krytykowała ziemiaństwo i burżuazję za zdradzenie ideałów demokratycznych i wolnościowych. W swojej odezwie stwierdzała, że jej celem jest  wyzwolenie się spod ekonomicznego, polityczno-narodowego i społecznego jarzma; wytworzenie natomiast, na podstawie solidarności społecznej, jak najodpowiedniejszych warunków dla wszechstronnego (fizycznego, umysłowego i moralnego) wszystkich rozwoju, a zarazem zapewnienie jak największej indywidualnej swobody, regulowanej li tylko solidarnością. Cel ten zamierzano osiągnąć: 1) Usuwając ekonomiczne wyzyskiwanie poprzez a) wspólną własność warsztatów pracy (ziemi, fabryk, narzędzi) i środków wytwarzania i b) współdzielczą pracę (...) 2) Znosząc polityczno-narodowy ucisk przez: a) samoistny byt narodowy w granicach dobrowolnego ciążenia i b) jak najrozleglejszy samorząd gmin i ziem, ograniczony li tylko ich solidarnością, 3) Wyzwalając się spod społecznej niewoli przez: a) zupełne zniesienie klas i przywilejów stanowych; b) zupełne równouprawnienie płci; c) zupełną swobodę wyznań. Dla Polski domagano się „samoistnego bytu narodowego w granicach dobrowolnego ciążenia”. SSLP uczestniczyło w międzynarodowym kongresie socjalistycznym w Chur w październiku 1881, jednak niebawem zaprzestało działalności. Jego działacze w dużej mierze zasilili w 1887 Ligę Polską, a przede wszystkim weszli do działającej w latach 1888–1893 na emigracji Gminy Narodowo-Socjalistycznej, której liderami był Stanisław Barański, Bolesław Limanowski i Antoni Lange.

## Literatura
Józef Buszko, Narodziny ruchu socjalistycznego na ziemiach polskich. Wydawnictwo Literackie, Kraków 1967, s. 135-139